# Офір Давідзада
Офір Давідзада (івр. אופיר דוידזאדה, нар. 5 травня 1991) — ізраїльський футболіст, захисник клубу «Маккабі» (Тель-Авів) і національної збірної Ізраїлю.

## Клубна кар'єра
У дорослому футболі дебютував 2010 року виступами за команду клубу «Хапоель» (Беер-Шева), в якій провів шість сезонів, взявши участь у 185 матчах чемпіонату. Більшість часу, проведеного у складі «Хапоеля» з Беер-Шеви, був основним гравцем захисту команди.
Влітку 2016 року перейшов до бельгійського «Гента», з яким уклав чотирирічний контракт. Утім у Бельгії не заграв і, провівши протягом сезону лише три гри у місцевій пршості, повернувся на батьківщину, де був орендований командою «Маккабі» (Тель-Авів). А у вересні 2018 року столичний клуб уклав із гравцем повноцінний чотирирічний контракт.

## Виступи за збірні
Протягом 2010–2013 років залучався до складу молодіжної збірної Ізраїлю. На молодіжному рівні зіграв у 13 офіційних матчах. Був учасником домашнього для Ізраїлю молодіжного Євро-2013, на якому, втім, господарі не змогли подолати груповий етап.
У 2013 році дебютував в офіційних матчах у складі національної збірної Ізраїлю. Наразі провів у формі головної команди країни 13 матчів.

## Титули і досягнення
- Чемпіон Ізраїлю (5):

«Хапоель» (Беер-Шева): 2015-16
«Маккабі» (Тель-Авів): 2018-19, 2019-20, 2023-24, 2024-25
- Володар Кубка Тото (6):

«Хапоель» (Беер-Шева): 2016-17
«Маккабі» (Тель-Авів): 2017-18, 2018-19, 2020, 2023-24, 2024-25
- Володар Суперкубка Ізраїлю (4):

«Маккабі» (Тель-Авів): 2019, 2020, 2024
«Хапоель» (Беер-Шева): 2025
- Володар Кубка Ізраїлю (1):

«Маккабі» (Тель-Авів): 2020-21